# Râul Gârcinul Mic
Râul Gârcinul Mic este unul din cele două brațe care formează Râul Gârcin. 